# Gran Premi dels Països Baixos del 1965
Resultats del Gran Premi dels Països Baixos de Fórmula 1 de la temporada 1965, disputat al Circuit de Zandvoort, el 18 de juliol del 1965.

## Resultats
| Pos | No | Pilot           | Equip            | Voltes | Temps/ Retirada  | Pos. de sortida | Punts |
| --- | -- | --------------- | ---------------- | ------ | ---------------- | --------------- | ----- |
| 1   | 6  | Jim Clark       | Lotus - Climax   | 80     | 2h 03' 59. 1     | 2               | 9     |
| 2   | 12 | Jackie Stewart  | BRM              | 80     | + 8.0 s          | 6               | 6     |
| 3   | 16 | Dan Gurney      | Brabham - Climax | 80     | + 13.0 s         | 5               | 4     |
| 4   | 10 | Graham Hill     | BRM              | 80     | + 45.1 s         | 1               | 3     |
| 5   | 14 | Denny Hulme     | Brabham - Climax | 79     | + 1 Volta        | 7               | 2     |
| 6   | 22 | Richie Ginther  | Honda            | 79     | + 1 Volta        | 3               | 1     |
| 7   | 2  | John Surtees    | Ferrari          | 79     | + 1 Volta        | 4               |       |
| 8   | 8  | Mike Spence     | Lotus - Climax   | 79     | + 1 Volta        | 8               |       |
| 9   | 4  | Lorenzo Bandini | Ferrari          | 79     | + 1 Volta        | 12              |       |
| 10  | 38 | Innes Ireland   | Lotus - BRM      | 78     | + 2 Voltes       | 13              |       |
| 11  | 30 | Frank Gardner   | Brabham - BRM    | 77     | + 3 Voltes       | 11              |       |
| 12  | 34 | Richard Attwood | Lotus - BRM      | 77     | + 3 Voltes       | 17              |       |
| 13  | 28 | Jo Siffert      | Brabham - BRM    | 55     | + 25 Voltes      | 10              |       |
| Ret | 20 | Jochen Rindt    | Cooper - Climax  | 48     | Pressió de l'oli | 14              |       |
| Ret | 18 | Bruce McLaren   | Cooper - Climax  | 36     | Diferencial      | 9               |       |
| Ret | 26 | Jo Bonnier      | Brabham - Climax | 16     | Pèrdua d'oli     | 15              |       |
| Ret | 36 | Bob Anderson    | Brabham - Climax | 11     | Motor            | 16              |       |

## Altres
- Pole: Graham Hill 1' 30. 7

- Volta ràpida: Jim Clark 1' 30. 6 (a la volta 5)